# Шахово (Омская область)
Шахово — село в Полтавском районе Омской области России. Входит в состав Ворошиловского сельского поселения.

## История
Основано в 1909 году. В 1928 году состояло из 90 хозяйств, основное население — русские. Центр Шаховского сельсовета Полтавского района Омского округа Сибирского края.

## Население
| 1926 | 2010 |
| ---- | ---- |
| 518  | ↘245 |